# モーズリーの法則

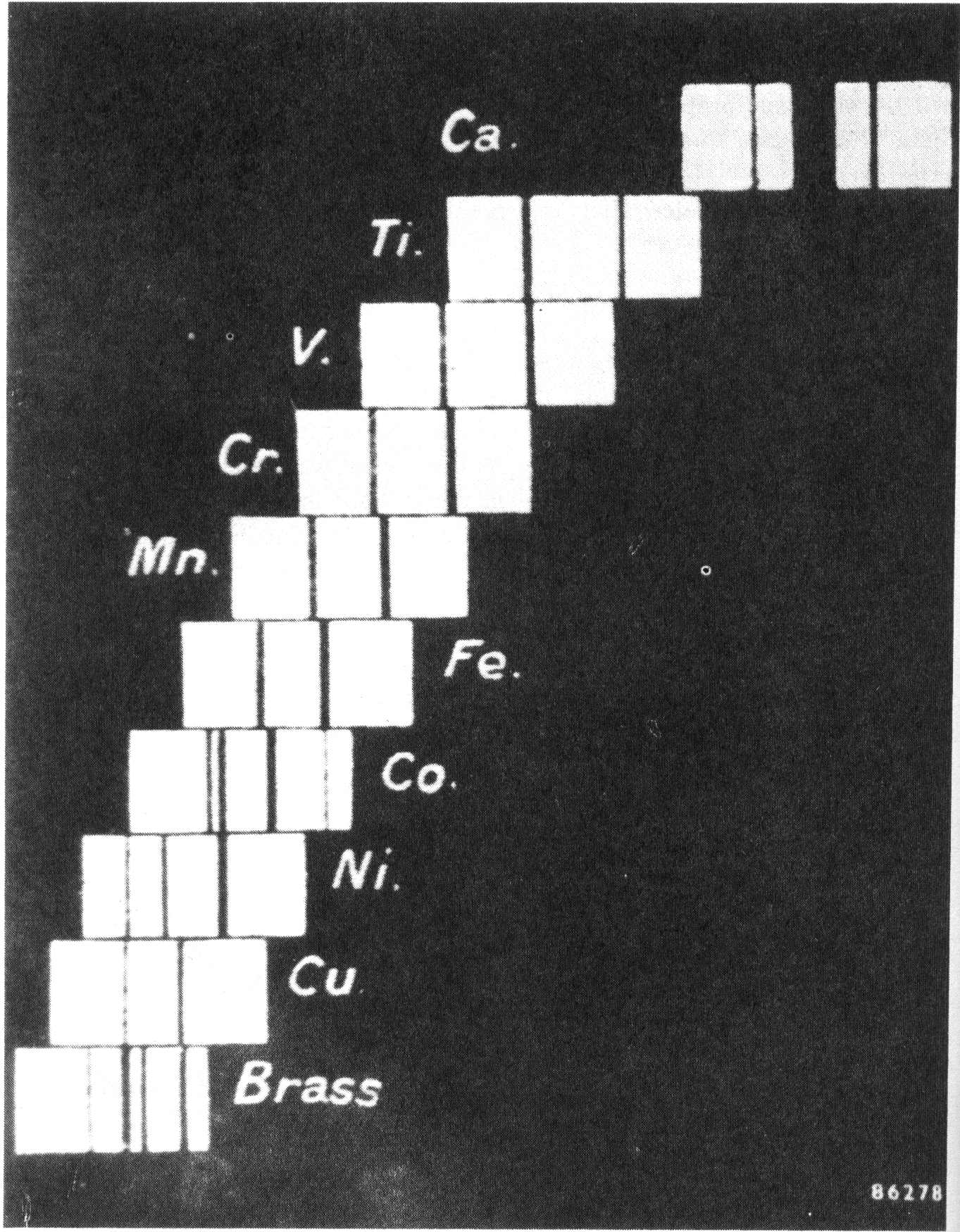
ある範囲の元素のKα線およびKβ線のX線写真記録

モーズリーの法則 (Moseley's law) は、原子により放出される特性X線に関する経験則である。この法則は1913年イギリスの物理学者ヘンリー・モーズリーにより発見され発表された。モーズリーの研究以前は「原子番号」は周期表における元素の単なる位置であり、測定可能な物理量と関連しているということは知られていなかった。簡潔にいうと、この法則は放出されるX線の周波数の平方根が原子番号におおよそ比例するという内容である。

## 歴史
歴史的な周期表では原子の「重さ」が軽い順に並べられていたが、いくつかの有名なケースにおいては、2つの元素の物理的特性から重い方が軽い方よりも先に置かれるべきであることが提案されていた。例えば、コバルトの原子量は58.9、ニッケルは58.7である。
ヘンリー・モーズリーや他の物理学者はX線回折を用いて元素を研究し、その実験結果をもとに陽子数で周期表を作成した。

## 装置
重い元素のスペクトルは軟X線領域（空気に吸収される）であるため、分光装置は真空中に設置する必要があった。実験装置の詳細は雑誌論文"The High-Frequency Spectra of the Elements"のPart IとPart IIに書かれている。

## 結果
モーズリーは{\displaystyle K_{\alpha }}線（シーグバーン記法で）が実際に原子番号Zに関係していることを発見した。
ボーアの先導があり、モーズリーはスペクトル線について、この関係が簡単な式で「近似」できることを発見した。これが後にモーズリーの法則とよばれる。
{\displaystyle \nu =A\cdot \left(Z-b\right)^{2}}
ここで
{\displaystyle \nu \ } は観測したX線発光線の周波数
{\displaystyle A\ } と {\displaystyle b\ } は線の種類に依存する定数（つまりX線記法ではK, Lなど）
{\displaystyle A=\left({\frac {1}{1^{2}}}-{\frac {1}{2^{2}}}\right)\cdot } リュードベリ周波数および{\displaystyle K_{\alpha }}線で{\displaystyle b\ }= 1、{\displaystyle A=\left({\frac {1}{2^{2}}}-{\frac {1}{3^{2}}}\right)\cdot }  (リュードベリ周波数)および{\displaystyle L_{\alpha }}線で{\displaystyle b\ }= 7.4

## 導出
モーズリーは、原子番号でプロットされたX線振動数の平方根を線フィッティングすることで経験的に式を導出した。この式は原子のボーア模型から説明することができる。
{\displaystyle E=h\nu =E_{i}-E_{f}={\frac {m_{e}q_{e}^{2}q_{Z}^{2}}{8h^{2}\varepsilon _{0}^{2}}}\left({\frac {1}{n_{f}^{2}}}-{\frac {1}{n_{i}^{2}}}\right)\,}
ここで
{\displaystyle \varepsilon _{0}} は自由空間の誘電率（プランク単位系においては({\displaystyle 1/4\pi }）
{\displaystyle m_{e}\,} は電子の質量
{\displaystyle q_{e}\,} は電子の電荷
{\displaystyle n_{f}\,} は最後のエネルギー準位の量子数
{\displaystyle n_{i}\,} は最初のエネルギー準位の量子数
最後のエネルギー準位は、最初のエネルギー準位よりも小さいと仮定する。
経験的に見つかった定数が電荷のエネルギーをおおよそ減少させる（もしくは見た目上スクリーニングされる）ことを考慮すると、モーズリーの{\displaystyle K_{\alpha }}X線遷移に対するボーアの式は次のようになった。
{\displaystyle E=h\nu =E_{i}-E_{f}={\frac {m_{e}q_{e}^{4}}{8h^{2}\varepsilon _{0}^{2}}}\left({\frac {1}{1^{2}}}-{\frac {1}{2^{2}}}\right)(Z-1)^{2}\,=\left({\frac {3}{4}}\right)(Z-1)^{2}\times 13.6\ \mathrm {eV} }
もしくは（両辺をhで割り、Eを{\displaystyle \ \nu }に変換すると）

{\displaystyle \nu ={\frac {E}{h}}={\frac {m_{e}q_{e}^{4}}{8h^{3}\varepsilon _{0}^{2}}}\left({\frac {3}{4}}\right)(Z-1)^{2}=(2.47\cdot 10^{15}\ \mathrm {Hz} )(Z-1)^{2}\,}
この式の係数は3/4h Ryの周波数に単純化され、おおよその値は2.47×1015 Hzとなる。

## スクリーニング
原子核の実効電荷が実際の電荷よりも1つ少ないという単純化された説明は、K殻内の不対電子がそれをスクリーニングしているということである。モーズリーのスクリーニングの解釈を批判する入念な議論は、Whitakerの論文にあり、多くの現代の文献で繰り返し議論されている。
実験的に見つかったX線遷移のリストはNISTで入手可能である。ディラック・フォックに基づく方法を用いることで、理論的なエネルギーをモーズリーの法則よりもずっと高い精度で計算することができる。